# Gouvernementen van Koeweit

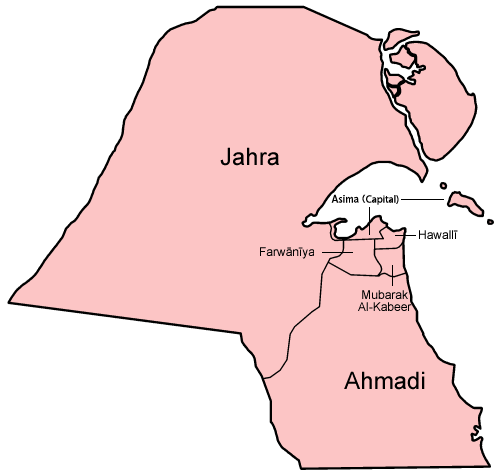
Gouvernementen van Koeweit

De gouvernementen van Koeweit vormen de bestuurlijke hoofdindeling van Koeweit.
- Ahmadi (Arabisch: الأحمدي)
- Farwaniya (Arabisch: الفروانية)
- Al-Asimah = Arabisch voor Hoofdstad (Arabisch: العاصمة)
- Jahra (Arabisch: الجهراء)
- Hawalli (Arabisch: حولى)
- Mubarak Al-Kabier (Arabisch: مبارك الكبير)

De gouvernementen zijn verder onderverdeeld in gebieden (مناطِق, mintaqah); de gebieden zijn behoorlijk informele bestuursstructuren.